# スモークハラスメント
スモークハラスメント（和製英語：smoke harassment）とは、職場などにおいて自己の意思に反して喫煙者が非喫煙者に対して喫煙することを強制したり、たばこの煙にさらされるなど、いわゆる「喫煙に関する嫌がらせ行為」を意味する日本語の造語（和製英語）である。略してスモハラともいう。
日本の作家・山本由美子によって1993年（平成5年）に提唱され、徐々に普及した。
一般的な労働現場や関連する業務中など、主に上司からの喫煙の許可若しくは非喫煙者に対して喫煙することの強要を断り切れず、喫煙若しくは受動喫煙を避けられない状況を強いられるような、喫煙にまつわるハラスメント行為全般を意味しており、パワーハラスメントの範疇に含まれるケースもある。

## 法的根拠
受動喫煙については、健康障害を引き起こす有害な環境たばこ煙を発生させることにより、周囲に存在する不特定多数の者に対して危害を加える問題であるのと同時に、その不特定多数の選択の自由を侵害して否応なく受動喫煙を強いることが問題として認識されており、『WHOたばこ規制枠組条約第8条の実施のためのガイドライン「たばこ煙にさらされることからの保護」』においても、「第8条本文に示されたたばこ煙からの保護という義務は、基本的人権と自由に基づいたものである。」とされている。同条約については日本も締結国となっており、日本国憲法においても「たばこの煙にさらされることからの保護」は、生命権や自由権といった基本的人権の範疇に属するものと捉えられ、健康増進法第25条において施設管理者に受動喫煙防止の努力義務を課し、厚生労働省健康局長通知により受動喫煙防止対策の徹底が求められている。

## 裁判例
- 北海道滝川市の建設会社の道央建鉄に2007年1月に入社した男性が、社内の分煙化を求めたところ応じず、滝川労働基準監督署に通告、同年8月に配置転換を同社に命じたが実行されず自宅待機にされて同年11月に解雇され、男性が同社に対し解雇の無効確認と未払い給与の支払いを求める裁判を起こしたケース。[5]第一回口頭弁論において会社側は2月4日付けで解雇を撤回し、給与の支払いを行っていることから和解を提案したが、男性が受動喫煙症に疾患したことと精神的苦痛で300万円の損害賠償請求を新たに求めたことから裁判は続行された[6]。職場を分煙にすることで一旦は男性も職場に復帰したが、不整脈などの症状が悪化し化学物質過敏症と3つの病院で診断をうけた。このため2300万円の損害賠償請求に発展、裁判所が和解勧告を提案し道央建鉄側が700万円を男性に支払う形で和解が成立した。道央建鉄の社長は「分煙は時代の流れだから仕方が無い」と話した[7]。

- 保険代理店に2009年に入社した男性が、試用期間中に社長や他の社員らの喫煙の影響で受動喫煙状態となり体調を崩したため、社長に対しベランダで喫煙することによる分煙を求めたが、男性は解雇された。男性は東京地方裁判所に解雇が無効であることなどを求める訴えを起こし、2012年8月23日に同地裁は、解雇無効並びに未払い賃金の支払いを命じた。双方とも控訴せず判決は確定している[8]。